# كيفن بورغ
كيفن بورغ (بالسويدية: Kevin Borg)‏ هو موسيقي ومغني سويدي، ولد في 9 يونيو 1986 في فلوريانا في مالطا.

## وصلات خارجية
- الموقع الرسمي
- كيفن بورغ على موقع IMDb (الإنجليزية)
- كيفن بورغ على موقع ميوزك برينز (الإنجليزية)
- كيفن بورغ على موقع قاعدة بيانات الأفلام السويدية (السويدية)
- كيفن بورغ على موقع أول ميوزيك (الإنجليزية)
- كيفن بورغ على موقع ديسكوغز (الإنجليزية)